# 다키 유타
다키 유타(일본어: 滝 裕太, 1999년 8월 29일~)는 일본의 축구 선수이다.

## 구단 경력
그는 2017년 J1리그의 시미즈 에스펄스에 입단했다. 2020년 8월 J3리그의 카탈레 도야마로 임대 이적했다. 2021년 시미즈 에스펄스로 복귀했다. 2023년 J3리그의 마쓰모토 야마가 FC로 이적했다.